# 三分律
在数学中，三分律（或公理）是对任何（实）数 x 和 y 下列关系中精确的一个成立的最一般的陈述：
{\displaystyle x<y}
{\displaystyle x=y}
{\displaystyle x>y}
如果应用于基数，三分律等价于选择公理。
在有序整环或有序域的定义中，有着 y = 0 的三分律通常被接受为比全序律更加基本，这里的 0 是整环或域的零。
在集合论中，三分法最经常被定义为二元关系 < 所拥有的一个性质，在所有它的成员 <x,y> 精确的满足上述关系之一的时候。严格不等于是在这个意义上的三分关系的一个例子。在这个意义上的三分关系是反自反的和反对称的。